# کوشیتسه (ناحیه کوتنا هورا)
کوشیتسه (به چکی: Košice) یک منطقهٔ مسکونی در جمهوری چک است که در ناحیه کوتنا هورا واقع شده‌است.